# Cooks Vale Creek
Cooks Vale Creek är ett vattendrag i Australien. Det ligger i delstaten New South Wales, i den sydöstra delen av landet, omkring 170 kilometer väster om delstatshuvudstaden Sydney.
I omgivningarna runt Cooks Vale Creek växer huvudsakligen savannskog. Trakten runt Cooks Vale Creek är nära nog obefolkad, med mindre än två invånare per kvadratkilometer. Genomsnittlig årsnederbörd är 862 millimeter. Den regnigaste månaden är februari, med i genomsnitt 172 mm nederbörd, och den torraste är oktober, med 36 mm nederbörd.